# Goederenloods Van Gend & Loos (Tiel)
De goederenloods Van Gend & Loos is een voormalige loods in Tiel van het transportbedrijf Van Gend & Loos, die sinds 2007 staat opgesteld in het Nederlands Openluchtmuseum.
De loods stond bij het Tielse stationsemplacement en is in 2006 afgebroken en door sponsoring van DHL verplaatst. De verplaatsing in 54 afzonderlijke stukken kostte ongeveer een miljoen euro en is in maart 2007 voltooid.
In het originele gebouw wordt de geschiedenis van de bekende vervoerder Van Gend & Loos gepresenteerd. Naast de loods staat op een stuk rails een locomotor NS 285 en een gesloten goederenwagen van het type Gs, gebouwd in 1956 door Werkspoor.

## Foto's

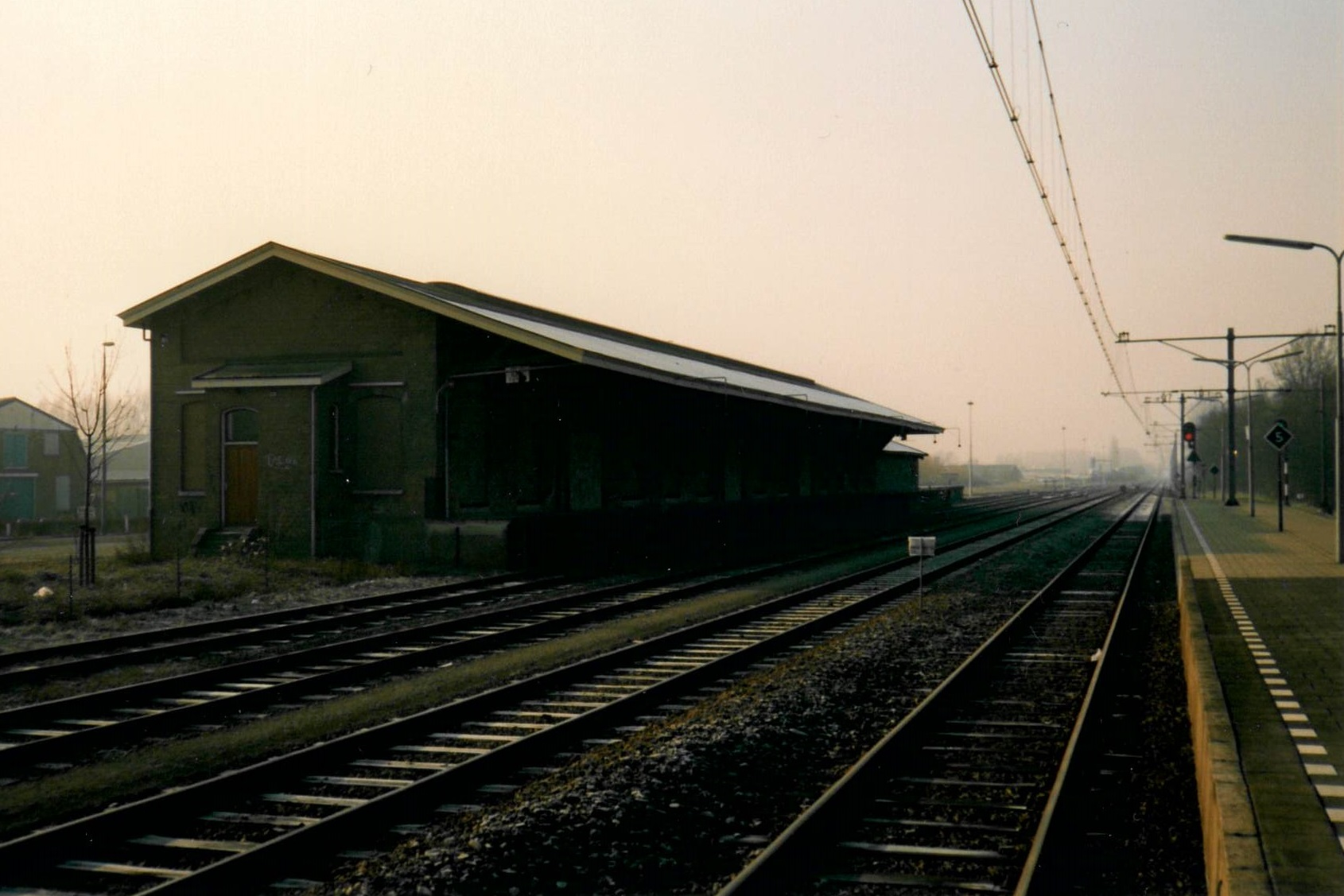
De goederenloods bij station Tiel in 1991